# Montignies-sur-Sambre
Montignies-sur-Sambre is een plaats in de Belgische provincie Henegouwen, en een deelgemeente van de Waalse stad Charleroi.
Montignies-sur-Sambre was een zelfstandige gemeente, tot die bij de gemeentelijke herindeling van 1977 toegevoegd werd aan de gemeente Charleroi.
In een huis in de Rue Petite Aise n° 33 zijn er stenen van de Porte de Waterloo ingemetseld.

## Demografische ontwikkeling
- Bronnen:NIS, Opm:1831 tot en met 1970=volkstellingen, 1976= inwoneraantal op 31 december